# Pedrilliomorpha nigrocincta
Pedrilliomorpha nigrocincta es una especie de coleóptero de la familia Megalopodidae.

## Distribución geográfica
Habita en Tonkin Vietnam.